# Sadok Ghileb
Sadok Ghileb, né vers 1840 à Tunis et décédé en 1912, est un homme politique de Tunisie (Tunisie ottomane puis Tunisie française).

## Famille
Né dans une famille de la bourgeoisie tunisoise d'origine turque, qui compte des chaouachis et des témoins notaires (uduls), il épouse une Turque. Il est l'oncle maternel du grand vizir Mustapha Dinguizli.

## Carrière
Il étudie à la Zitouna. Contrairement aux traditions familiales, il est intéressé par l'administration beylicale : il devient l'aide de camp de Sadok Bey entre 1864 et 1877 puis siège au Conseil municipal de Tunis comme vice-président en 1877 et délégué tunisien à la Commission internationale des finances en 1878.
Entre 1886 et 1902, il est successivement caïd-gouverneur du Kef, de Soliman, de Bizerte et de Nabeul. Il succède à Mohamed Asfouri comme Cheikh El Médina et maire de Tunis à partir du 28 juillet 1902 et ce jusqu'en 1912.
Il est officier de la Légion d'honneur, grand-croix du Nichan Iftikhar et commandeur de l'ordre d'Isabelle la Catholique, de l'ordre du Libérateur, de l'ordre de Saint-Stanislas et de l'ordre de François-Joseph.

## Distinctions
- Grand-croix de l'ordre du Nichan Iftikhar
- Officier de la Légion d'honneur